# Golam czardak
Golam czardak (bułg. Голям чардак) – wieś w Bułgarii, w obwodzie Płowdiw, w gminie Syedinenie. Według danych szacunkowych Ujednoliconego Systemu Ewidencji Ludności oraz Usług Administracyjnych dla Ludności, 15 czerwca 2020 roku miejscowość liczyła 815 mieszkańców.